# 재닛 키더
재닛 키더(영어: Janet Kidder, 1972년 ~ )는 캐나다의 배우이다. 《애로우: 어둠의 기사》, 《슈퍼내추럴》 등에 출연하였다. 영화 슈퍼맨 시리즈의 로이스 레인 역으로 유명한 배우 마고 키더의 조카이다.